# Юмин удир
Юмин удир (гірськомар. Йы́мын -ӹ́дыр , Гумо — небо, втік — дочка) — верховне божество марійського пантеону.

## Місцезнаходження, опис, функції
Образ Юмин удир, «небесної діви» (фінськ. jumalan tyttar, Ilmatar), належить до найбільш архаїчних у марійській міфології. На думку Ю. А. Калієва, вона спочатку була єдиною володаркою зоряного неба, верховною богинею матріархального пантеону. На це вказує уламок давньої пісні:
І матінка нам небо, і небо нам матінка.
Обертання сузір'їв сприймалося як паща належить Юмин удир стада диких тварин. Образ Юмин удир трансформувався в образ дочки <a href="./Кугу-Юмо" rel="mw:WikiLink">Кугу-Юмо</a>, що живе на небі, — пастушки, пряхи, вишивальниці, водоноски і хлібопеки. Це призвело до синтезу архаїчних та історично нових рис. Полярна зірка стала представлятися у вигляді веретена, яке обертає Юмин удир .
Небесна діва пряжу пряде. Навколо веретена мотає клубок .
Сузір'я - це її прядка, падаючі зірки - клубки ниток, хвости комет - срібні нитки. Згідно з традиційними уявленнями, Юмин удир, «сидить у срібному чи золотому палаці за прозорою вуаллю шовкової завіси на найвищому, сьомому, ярусі неба». Про неї говорять, що «у неї прекрасна, довга коса» (порівн. мансійська богиня родючості Калташ-Еква, золоті коси якої з'єднують землю і небо), і що «вона носить дивовижні (золоті, срібні) вбрання». У ролі небесної господині богиня постає у народній поезії:
На високому пагорбі, під розлогою березою сидячи, рано вранці Юмин удир пряжу пряде кленовим веретеном, зі срібною пряслицею. Разом із трелями солов'я чується легке дзижчання на небесах. То тілом ладна, обличчям гарна, розкривши свою завісу, Юмин удир мотає золоті нитки в клубок. Божа дочка спускається за ключовою водою, вона береться за варіння пива. Його піна м'якша за конопляну олію, його піна ніжніше вершкової піни. При світлі дванадцяти свічок Юмин удир вишиває .
Юмин удир постає у ролі культурного героя. Згідно з даними Г.Є.Шкалиною, дочка <a href="./Кугу-Юмо" rel="mw:WikiLink">Кугу-Юмо</a> взяла під своє особливе заступництво жінок-марі. Вона навчила їх ткати та прясти, в'язати та вишивати, співати та танцювати, ростити дітей та любити чоловіка, стріляти з лука, грати на музичних інструментах та ще семи іншим десяткам мистецтв. Про те, що у минулому серед жінок-марі зустрічалися лучники, свідчить народна пісня:
Сховавшись у траві зеленою, чорною стрілою з лука синю квітку я підріжу, милого щоб побачити, як вона йде стежкою.

## Обряд
З Юмин удир пов'язаний танцювальний звичай з ковшем у Великий День Кугече (Великодень). Згідно з ним, у день святкування Кугече, після ритуального застілля, чоловік із кухлем пива підходив до коханої жінки. Вони випивали напій навпіл і виконували танець кохання. Під час танцю всі мали дотримуватися однієї умови: цього дня чоловік із дружиною не могли зустрічатися. Цей день був єдиним святом у році, коли ніхто не міг ревнувати. Вважалося, що в танці закоханих незримо присутній Юмин удир .

## Міфи
Зберігся марійський міф, який розповідає про дочку Кугу-Юмо, яка жила на небі.

Красуня сумувала в небесній обителі, адже там не було женихів. Був, щоправда, молодший брат небесного бога, але він був родич і до того ж відомий своїми злими справами. Небесним стадам ніде було пастися на небі. Одного разу дочка Юмо спустилася на землю і біля джерела зустріла людину, що вийшла з лісової суниці (mor < праур. *marja). Земний хлопець (божество рослинності, першолюдина?) і небесна діва покохали один одного. Дочка Юмо вмовила юнака поцупити її таємно. За однією версією, закохані, щоб батько Юмин удир подумав, що його донька померла, повісили хустину дівчини на березу, що росла біля річки (нібито донька втопилася). За іншою - встановили жердину, до якої прив'язали хустку Юмин удир (пояснення наявності жердин із рушниками на марійських могилах). Юмо вирішив, що дочка загинула і впала в таке горе, що на землі настав неврожай (тут верховний бог виступає джерелом продуктивних сил природи). Але горе незабаром притупилося, а коли молоді принесли новонароджену дитину, бог пробачив їх і заради примирення влаштував бенкет. Молодший брат Юмо - Йин (Керемет) напився на бенкеті доп'яна і затіяв сварку з небажаним зятем. Він скинув нещасного з неба: з його тіла, що розбилося, виросли священні дерева: дуби і берези (порівн. єгипетські культові розписи, на яких зображено дерево, що проростає з труни Осіріса; калевальський міф про Леммінкяйнене, розчленоване на шматки Гійсі, чоловіком Лоухі). Юмо скинув брата на землю, заточивши його навічно в пеклі. Син дочки Юмо став родоначальником марійського народу.

Цей варіант, опублікований російським письменником Є.Б.Чириковим в 1916 р., перегукується з раніше зробленим переказам марійського етногенетичного міфу. Перші записи легенди, що марі є онуками свого верховного божества (зокрема М.З.Нурминского, П.У.Знаменського, С.К.Кузнєцова), містять згадок про Кереметі. Тим не менш, міф про дочку Кугу-Юмо, у викладі Чирікова, знаходить цікаві паралелі у фольклорі споріднених народів. Згідно з міфологічними уявленнями мордви, у верховного бога Нішці було дві дочки, Кастарго і Вецорго, а також незграбний, вічно спотикається про хмари, зять і прийомний син Пурьгіне-паз, якого, зрештою, боги скинули на землю (як грецького Гефеста ). У міфі комі, добре божество Ен - Йин, скидає злого брата Омеля - Юмо в пекло.
Деякі фольклорні джерела називають Юмін удир молодшою дочкою Кугу-Юмо. Небесна діва закохується в покровителя людей Кугуен . Верховний бог гнівається на Кугуен за те, що той завжди ходить у ошатному одязі (як мисливці-удмурти в міфі про боже родючості Кілчин). Тому закохані одружуються таємно, чим викликають ще більший гнів Кугу-Юмо. Бог виганяє дочку зі стадом на землю (пор. подібний мотив у міфі обських угрів про сварку Нумі-Торума з Калташ-Еквою ).
У казках Юмин удир постає «героїні або пастушкою, яка живе на небі «старшою сестрою». У першому випадку вихідний зміст образу вже багато в чому втрачено. Покінчивши з господарськими клопотами (витягнувши хліб із печі), «старша сестра» кидає вниз шовкові стрічки (гойдалки), якими земна дівчина підіймається на небо, рятуючись від чаклунки чи злої мачухи. Власне міфологічними можуть бути визнані лише ті сюжети, в яких Юмин удир виступає в ролі пастушки.
В одному варіанті стадо Юмин удир труїть посіви марійцям. Марі посилає по черзі трьох синів стерегти поле. Однак лише молодший примудряється схопити Юмин удир за косу і змусити її вийти за нього заміж. Він приводить Юмин удир з небесним стадом додому і тримає небесну діву під замком. Зрештою Юмін удир вдається перехитрити земного чоловіка і повернутися на небо, до батька та матері, разом зі своїм стадом. В іншому варіанті, щоб знайти зниклих лошат, дівчина-пастушка проходить випробування — жене з дороги, одягненого в ведмежу шкуру, батька, потім сідає у великий човен (традиційні марійські гойдалки мали форму човна) і переправляється через море в країну, що носить ознаки райського, розташованого «вище за сосну», місця.
Подібно до балтських «синів Дієвса», вона катається разом зі своїм коханим у візку. Атрибутами пастушки виступають срібна батога, білий яструб і собака:
Мій маленький візок, котись, котись! Срібна батога, звись! Білий яструб, покрикуй! Дворовий собачка, полаюй! Їду я шукати лошат!